# Offenbach Archival Depot

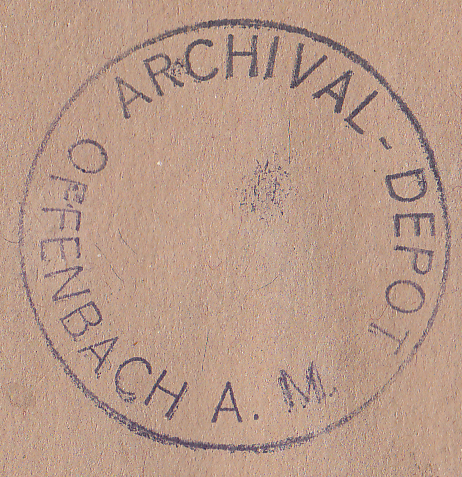
Stempel des Offenbach Archival Depots

Das Offenbach Archival Depot (OAD) war als einer der vier Central Collecting Points die zentrale Sammelstelle in der Amerikanischen Besatzungszone für Bücher, Manuskripte, Dokumente und Ritualgegenstände, zum größten Teil aus ehemalig jüdischem Besitz.

## Geschichte
Zwischen 1946 und 1948 wurden im OAD ca. vier Millionen Bände zusammengetragen. Geleitet wurde es zuerst von Captain Seymour Pomrenze und später von Captain Isaac Bencowitz von der Monuments, Fine Arts, and Archives Section (MFA&A). Zunächst war das Depot in der Freiherrlich Carl von Rothschild’schen öffentlichen Bibliothek in Frankfurt am Main untergebracht, die sich bald als zu klein erwies, weshalb ein ehemaliges Gebäude der I.G. Farben in Offenbach neuer Standort wurde.
Bis zu 140 Mitarbeiter recherchierten die Besitzverhältnisse. Über drei Millionen Bände wurden restituiert, sodass bei der Auflösung des Depots der Restbestand von offiziell 286.610 Bänden dem Land Hessen übergeben wurde. In den Folgejahren wurden weitere Eigentümer ermittelt, vor allem aus der Arbeiterbewegung, die ihre Bibliotheken zurückerhielten. Ein Großteil der Bibliotheksbestände ehemaliger jüdischer Osteuropäer wurde jüdischen Organisationen außerhalb der Warschauer-Vertragsstaaten überlassen.
Der niederländische Reichsarchivar Dirk Petrus Marius Graswinckel konnte Bestände der Bibliothek Ets Haim aus der Portugiesischen Synagoge Amsterdam, der Bibliotheca Rosenthaliana, der Spinoza-Gesellschaft und anderer beraubter niederländischer Organisationen ausfindig machen. Im Sommer 1946 konnten mehrere tausend Kisten mit jiddisch-, hebräisch- und russischsprachigen Büchern dem am Institut akkreditierten sowjetischen Offizier übergeben werden. Nachdem Gershom Scholem, der selber Mitarbeiter im Offenbacher Depot war, dies kritisiert hatte (die Bücher sollen dort hingehen, wo die Juden hinwandern), wurde das Verfahren geändert. Als das Depot im Juni 1949 geschlossen wurde, waren 1,4 Millionen Objekte rückerstattet worden. Um die etwa verbliebenen eine Million Bücher und mehrere tausend Ritualgegenstände kümmerten sich fortan das YIVO, das Joint Distribution Committee und die Jewish Cultural Reconstruction.